# Arrondissement di Lorient
L'arrondissement di Lorient è una suddivisione amministrativa francese, situata nel dipartimento del Morbihan e nella regione della Bretagna.

## Composizione
L'arrondissement di Lorient raggruppa 60 comuni in 15 cantoni:
- cantone di Auray
- cantone di Belle-Île
- cantone di Belz
- cantone di Groix
- cantone di Hennebont
- cantone di Lanester
- cantone di Lorient-Centre
- cantone di Lorient-Nord
- cantone di Lorient-Sud
- cantone di Ploemeur
- cantone di Plouay
- cantone di Pluvigner
- cantone di Pont-Scorff
- cantone di Port-Louis
- cantone di Quiberon